# 伊姓
伊姓是中文姓氏之一，在《百家姓》中排第239位。

## 起源
起源一唐尧，出生于河北顺平
起源二：起源于官名

## 郡望堂号
河南陈留郡

## 外部連結
[在维基数据编辑]
 《百家姓》
 《欽定古今圖書集成·明倫彙編·氏族典·伊姓部》，出自陈梦雷《古今圖書集成》